# Eriocnemis alinae
O  calçudo-de-peito-branco ou calçadinho-de-peito-branco (Eriocnemis aline ou Eriocnemis alinae) é uma espécie de ave da família Trochilidae (beija-flores).
Pode ser encontrada nos seguintes países: Colômbia, Equador e Peru.
Os seus habitats naturais são: regiões subtropicais ou tropicais húmidas de alta altitude e florestas secundárias altamente degradadas.